# Anarquismo judicial
O anarquismo judicial refere-se à ausência de cultura e de incentivos propostos aos magistrados para que, estes produzam e mantenham a sua jurisprudência uniformizada, com o objetivo de repor o capital jurídico ao longo do ciclo da litigância e de evitar a tragédia do judiciário ao promover a segurança jurídica. A estrutura de incentivos dos magistrados, no sistema jurídico brasileiro, pode ser analisada de duas formas: primeiro, pelo modelo agente-principal, que mostra os conflitos de interesse entre diferentes instâncias do Judiciário; e segundo, pelo modelo de times, que explora como é possível formar capital jurídico por meio da cooperação entre juízes, mesmo sem regras formais de unificação da jurisprudência.

## A relação entre o ativismo judicial e o anarquismo judicial
O Judiciário, tendo como base o Judiciário brasileiro, foi estruturado para ser independente com o intuito de garantir a imparcialidade nas decisões. No entanto, essa autonomia excessiva tem levado, em muitos casos, ao chamado ativismo judicial. Quando juízes deixam de seguir estritamente o que está disposto na lei e passam a criar suas próprias interpretações dessas regras, com base em convicções pessoais. O problema central, para a depreciação do capital jurídico, não é o ativismo judicial em si, mas a falta de uniformização da jurisprudência, que compromete a segurança jurídica. O que importa não é se a regra vem da lei ou de uma decisão judicial contra legem ou de forma legitima (integração e hermenêutica das escolhas), mas se ela é previsível e eficaz. Quando cada juiz aplica uma regra diferente, sem formar um entendimento comum, o sistema se torna instável e caótico. Esse cenário é chamado de anarquismo judicial, que pode ou não ser resultado do ativismo judicial.

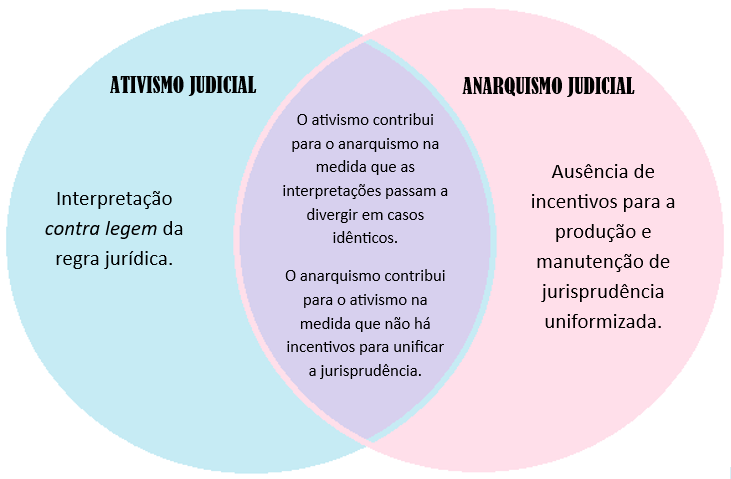
O ativismo judicial e o anarquismo judicial são conceitos distintos, mas que se interligam.

Do ponto de vista econômico e institucional, a ausência de decisões uniformes (capital jurídico) gera custos elevados para a sociedade ao aumentar a litigiosidade, dificultar acordos extrajudiciais e tornar imprevisível a aplicação do Direito. Mesmo quando há ativismo judicial, seria possível manter a segurança jurídica se houvesse repetição coerente das decisões, ainda que estas fossem diversas das regras legais preexistentes. No entanto, isso exige coordenação entre os magistrados e respeito à jurisprudência formada. Sem isso, as decisões mudam conforme o juiz ou a instância, aprofundando a incerteza e os custos do sistema (depreciação do capital jurídico e promoção da tragédia do judiciário).
Quando o Judiciário trata casos semelhantes de forma diferente, dois cidadãos em situações idênticas podem receber decisões opostas. Onde um é punido e o outro não. Isso enfraquece o argumento de que o ativismo visa fazer justiça no caso concreto, pois, estaria na verdade, contribuindo para o anarquismo judicial (ausência de uniformização jurisprudencial). Na prática, a falta de regras claras e previsíveis gera injustiça e desigualdade, e, em termos econômicos, eleva os custos sociais, pois dificulta a cooperação, desestimula comportamentos desejáveis e ameaça a própria credibilidade do sistema jurídico.

## Investimento em litigância e jurisprudência
Dois bens contribuem para a formação do capital jurídico, são eles: os recursos alocados pelas partes no litigio (e.g. advogados, peritos, tempo) e os recursos alocados pelo magistrado na identificação e elaboração de jurisprudência (e.g. assessores, técnicos judiciários, pesquisa jurídica, exposição de fundamentos).
Assim, pode-se definir o investimento em capital jurídico ({\displaystyle \scriptstyle \ I}) como uma função do investimento de particulares em litígio ({\displaystyle \scriptstyle \ L_{t}^{i}}) e investimento judicial em jurisprudência ({\displaystyle \scriptstyle \ M_{t}^{i}}) ambos na i-ésima área do direito no período ({\displaystyle \scriptstyle \ t}):
{\displaystyle I_{t}^{i}=I(L_{t}^{i};M_{t}^{i})}

Os recursos são complementares para fins de produção de capital jurídico, pois o investimento de particulares em litigio, isto é, a procura dos indivíduos pelo Judiciário para resolver suas controvérsias, só se converte em capital jurídico se o magistrado produzir e seguir a jurisprudência, caso contrário, soluciona-se a lide sem gerar ou reforçar regras jurídicas que guiem outras decisões semelhantes no futuro; assim como, ao magistrado é vedado agir de oficio,  este precisa ser provocado pelas partes do litígio para poder produzir e seguir a jurisprudência.
É importante frisar que, as partes entram com ações judiciais para defender seus próprios interesses e tentar ganhar a causa, buscando um benefício individual (os juristas diriam para alcançar o bem da vida). Elas não têm como objetivo formar jurisprudência (bem público). A formação de capital jurídico, isto é, o desenvolvimento de regras mais claras e previsíveis, é apenas um efeito colateral (subproduto) não intencional da atividade litigiosa.
"Mecanismos de uniformização de jurisprudência vêm sendo criados gradativamente. Em 2004, com a Emenda Constitucional nº 45, finalmente foi atribuído efeito vinculante às decisões definitivas de mérito do STF, bem como foi criada a figura da súmula vinculante, o impedimento de recurso em desconformidade com súmula do STJ ou do STF (§1º do art. 518/CPC) e, posteriormente, a possibilidade de indeferimento liminar de petição (art. 285-A/CPC), julgamento de recursos especiais repetitivos (art. 543-C/CPC) e a repercussão geral do recurso extraordinário (art. 543-A e 543-B/CPC). A eficácia de cada um desses mecanismos é uma questão em aberto, mas, em maior ou menor grau, todas essas medidas têm por função estimular a formação de capital jurídico. A questão é, pois, como modelar e compreender o comportamento dos magistrados dentro desse arcabouço institucional?"

## Modelos de Comportamento Judicial: parceiros ou adversários?
O problema de coordenação entre diferentes instâncias pode ser analisado por duas abordagens teóricas principais. Primero, a Teoria da Agência (modelo Agente-Principal), quando os interesses do agente não coincidem com os do principal, isto é, quando há um conflito de interesses entre graus de jurisdição diversos e suas implicações para a formação de capital jurídico. Segundo, a Teoria dos Times (modelo de times), quando os interesses comuns prevalecem, isto é, quando o capital jurídico é formado a partir da cooperação espontânea dos magistrados, mesmo na ausência de mecanismos de uniformização de jurisprudência.
| “ | \| O modelo agente-principal mostra que a depender dos mecanismos de coordenação presentes, pode ou não haver incentivos ao magistrado para a formação e manutenção da jurisprudência. Nestes casos, a produção de capital jurídico será uma função da capacidade dos graus superiores de jurisdição de reverem as decisões anteriorese de imporem custos aos magistrados revertidos. Exemplos de mecanismos que podem ser considerados são: indexação das informações; criação de índices de reversibilidade por magistrado e por tese jurídica; controle das taxas de apelação e das taxas de sucesso das apelações; utilização do índice de reversibilidade para fins de promoção por mérito; maior escalonamento dos salários dos magistrados; imposição de penalidades administrativas para magistrados com elevadas taxas de reversibilidade; etc. Todas essas medidas imporiam custos adicionais ao magistrado em caso de reversão ou diminuiriam custos de monitoramento pelo tribunal, facilitariam o autocontrole ou mesmo viabilizariam a criação de um mecanismo de reputação na comunidade judiciária.[1] \| | ” |
| O modelo agente-principal mostra que a depender dos mecanismos de coordenação presentes, pode ou não haver incentivos ao magistrado para a formação e manutenção da jurisprudência. Nestes casos, a produção de capital jurídico será uma função da capacidade dos graus superiores de jurisdição de reverem as decisões anteriorese de imporem custos aos magistrados revertidos. Exemplos de mecanismos que podem ser considerados são: indexação das informações; criação de índices de reversibilidade por magistrado e por tese jurídica; controle das taxas de apelação e das taxas de sucesso das apelações; utilização do índice de reversibilidade para fins de promoção por mérito; maior escalonamento dos salários dos magistrados; imposição de penalidades administrativas para magistrados com elevadas taxas de reversibilidade; etc. Todas essas medidas imporiam custos adicionais ao magistrado em caso de reversão ou diminuiriam custos de monitoramento pelo tribunal, facilitariam o autocontrole ou mesmo viabilizariam a criação de um mecanismo de reputação na comunidade judiciária. | |   |

| “ | \| O modelo de time mostra que, nos casos em que há identidade ou proximidade ideológica entre os diversos graus de jurisdição, mesmo na ausência dos mecanismos de uniformização, é possível que seja produzido capital jurídico como o resultado da livre interação de magistrados, ainda que essa jurisprudência seja relativamente frágil. O investimento na produção e transmissão de informação permite a geração mais célere de jurisprudência, bem como a correção mais rápida em caso de formação de uma jurisprudência equivocada. Nesse sentido, mecanismos como indexação das decisões; criação de índices de reversibilidade por magistrado e por tese jurídica, controle das taxas de apelação e das taxas de sucesso das apelações; etc., ainda que não fossem usados como mecanismos de uniformização, reduziriam os custos de informação entre magistrados e instâncias, facilitando a coordenação dos membros do time.[1] \| | ” |
| O modelo de time mostra que, nos casos em que há identidade ou proximidade ideológica entre os diversos graus de jurisdição, mesmo na ausência dos mecanismos de uniformização, é possível que seja produzido capital jurídico como o resultado da livre interação de magistrados, ainda que essa jurisprudência seja relativamente frágil. O investimento na produção e transmissão de informação permite a geração mais célere de jurisprudência, bem como a correção mais rápida em caso de formação de uma jurisprudência equivocada. Nesse sentido, mecanismos como indexação das decisões; criação de índices de reversibilidade por magistrado e por tese jurídica, controle das taxas de apelação e das taxas de sucesso das apelações; etc., ainda que não fossem usados como mecanismos de uniformização, reduziriam os custos de informação entre magistrados e instâncias, facilitando a coordenação dos membros do time. | |   |

O estudo dessas abordagens mostra que o comportamento dos juízes pode ser analisado economicamente e ajuda a identificar quando há incentivos para investir em capital jurídico. Quando há alinhamento entre as instâncias, a jurisprudência tende a surgir pela cooperação, sendo importante garantir transparência e facilitar o acesso a informações sobre o desempenho dos magistrados. Já em contextos de divergência, é necessário adotar mecanismos de uniformização que reduzam os custos de monitoramento e criem consequências para decisões revertidas (e.g. custos aos magistrados), incentivando a conformidade.
Ambas as abordagens ressaltam que as decisões judiciais são influenciadas por um contexto estratégico e não ocorrem de forma isolada. Juízes atuam dentro de um ambiente institucional no qual precisam considerar as possíveis reações de outros atores relevantes - como colegas, tribunais superiores, outros Poderes e a opinião pública. Suas decisões são, portanto, interdependentes e moldadas pelas limitações e expectativas do sistema jurídico e político como um todo.